# Vitomgång
Vitomgång är den bakre delen av en  tross eller annat underhållsförband, och är oftast grupperad vid förbandets förläggningsplats, eller en annan säker plats. Vitomgången brukar oftast innehålla de underhållsresurser som inte behövs i direkt anslutning till frontlinjen, till skillnad från svartomgången. Vitomgången brukar innehålla ledningsresurser, fältsjukhus, fältkok, avancerade reparationsresurser, etc. Vitomgången brukar även innehålla en ammunitions- och drivmedelsgrupp från en TOLO-pluton för egna behov.